# On Becoming a God
On Becoming a God (On Becoming a God in Central Florida) è una serie televisiva statunitense, creata da Robert Funke e Matt Lutsky.
La serie è stata trasmessa in prima visione negli Stati Uniti su Showtime dal 25 agosto al 20 ottobre 2019; in Italia, la serie è stata distribuita sulla piattaforma streaming TIMvision dal 18 giugno al 16 luglio 2020.
Il 26 settembre 2019, la serie è stata rinnovata per una seconda stagione. Tuttavia, a ottobre 2020, a seguito della pandemia di COVID-19, il network ha deciso di cancellare la serie dopo una stagione.

## Trama
Krystal Stubbs è una dipendente a reddito minimo di un parco acquatico di Greater Orlando, che si fa strada tra i ranghi del Founders American Merchandise, un'azienda multi-miliardaria di multi-level marketing o marketing piramidale che ha portato la sua famiglia alla rovina.

## Episodi
| Stagione       | Episodi | Prima TV USA | Prima TV Italia |
| -------------- | ------- | ------------ | --------------- |
| Prima stagione | 10      | 2019         | 2020            |

## Personaggi e interpreti

### Personaggi principali
- Krystal Stubbs, interpretata da Kirsten Dunst, doppiata da Domitilla D'Amico.
- Cody Bonar, interpretato da Théodore Pellerin, doppiato da Manuel Meli.
- Ernie Gomes, interpretato da Mel Rodriguez, doppiato da Massimo De Ambrosis.
- Bets Gomes, interpretata da Beth Ditto, doppiata da Gemma Donati.
- Obie Garbeau II, interpretato da Ted Levine, doppiato da Rodolfo Bianchi.

### Personaggi ricorrenti
- Travis Stubbs, interpretato da Alexander Skarsgård, doppiato da Gianfranco Miranda.
- Stan Van Grundegaard, interpretato da Usman Ally, doppiato da Fabrizio Vidale.
- Harold Gomes, interpretato da Cooper Jack Rubin.
- Carole Wilkes, interpretata da Julie Benz.
- Mirta Herrera, interpretata da Melissa De Sousa.
- Louise Garbeau, interpretata da Sharon Lawrence.
- Ellen Jay Bonar, interpretata da Mary Steenburgen.
- Pat Stanley, interpretato da Josh Fadem, doppiato da Alessandro Campaiola.
- Roger Penland, interpretato da Kevin J. O'Connor.
- Kissinger Haight, interpretato da Billy Slaughter.
- Buck Bridges, interpretato da David Paymer.
- Harmony, interpretata da Shari Headley.
- Rhonda, interpretata da Da'Vine Joy Randolph, doppiata da Ilaria Latini.
- Dott. Judd Waltrip, interpretato da John Earl Jelks.

### Personaggi secondari
- Barry, interpretato da Kregg Janke, doppiato da Emilio Mauro Barchiesi.
- Victor, interpretato da Reinaldo Faberlle, doppiato da Raffaele Carpentieri.
- Ray, interpretato da Graham Sibley, doppiato da Emilio Mauro Barchiesi.

## Produzione

### Ideazione e sviluppo
Il 6 gennaio 2017 è stato rivelato che AMC stava sviluppando la produzione di una nuova serie televisiva. La serie è stata creata da Robert Funke e Matt Lutsky, i quali hanno scritto l'episodio pilota e hanno fatto da produttori esecutivi per la serie insieme a Kirsten Dunst, Yorgos Lanthimos, George Clooney e Grant Heslov. Le società di produzione coinvolte nella serie avrebbero dovuto includere Smokehouse Pictures, TriStar Television e AMC Studios.
Il 25 giugno 2018 è stato annunciato che la produzione della serie si è trasferita su YouTube Premium, la quale ha ordinato la serie per una prima stagione composta da 10 episodi. È stato inoltre riferito che Esta Spalding e Charlie McDowell si sono uniti alla serie come produttori esecutivi, lavorando anche rispettivamente come showrunner e regista, quest'ultimo sostituendo Lanthimos come precedentemente annunciato.
Le riprese principali della serie sono iniziate nell'ottobre 2018 a New Orleans, in Louisiana. L'8 ottobre 2018, le riprese si sono svolte a Westwego, in Louisiana.
Il 17 giugno 2019 è stato annunciato che Showtime, che aveva acquisito la serie da TriStar, avrebbe trasmesso la serie anziché farla pubblicare su YouTube e che sarebbe stata presentata in anteprima il 25 agosto 2019.

### Cast
Oltre all'annuncio iniziale dello sviluppo della serie è stato confermato che Kirsten Dunst avrebbe recitato nella serie. Il 28 agosto 2018 è stato annunciato che Théodore Pellerin era stato scelto per un ruolo da protagonista, mentre il 14 settembre 2018 è stato rivelato che Ted Levine, Mel Rodriguez e Beth Ditto avrebbero interpretato dei ruoli regolari e che Usman Ally avrebbe interpretato un personaggio ricorrente. Successivamente è stato annunciato che Julie Benz e Melissa De Sousa avrebbero interpretato dei personaggi ricorrenti, rispettivamente il 5 ottobre e il 28 novembre 2018.